# Fearless (album của Taylor Swift)
Fearless là album phòng thu thứ hai của ca sĩ kiêm sáng tác nhạc người Mỹ Taylor Swift, phát hành ngày 11 tháng 11 năm 2008 bởi Big Machine Records. Sau những thành công đáng kể của album đầu tay mang chính tên cô (2006) và giúp Swift trở thành một trong những ngôi sao nhạc đồng quê đang lên giữa một thị trường chủ yếu được thống trị bởi những nghệ sĩ nam trung niên, nữ ca sĩ bắt đầu sáng tác cho đĩa nhạc tiếp theo trong lúc lưu diễn vào năm 2007–2008 và lần đầu tham gia đồng sản xuất dự án với cộng tác viên quen thuộc Nathan Chapman. Được lấy cảm hứng từ những cảm xúc cá nhân và sự quan sát thế giới xung quanh dưới góc nhìn của một cô gái thiếu niên, nội dung ca từ của Fearless khám phá những chủ đề về tình yêu và nỗi đau khổ, đồng thời trích dẫn nhiều hình ảnh mang hơi hướng truyện cổ tích trong lời bài hát. Ngoài ra, album còn sự có sự tham gia đồng sáng tác của Liz Rose, Hillary Lindsey, Colbie Caillat và John Rich. Đây là một bản thu âm country pop kết hợp với âm hưởng pop, folk và rock với những bản phối theo phong cách mộc mạc và sử dụng nhiều loại nhạc cụ như đàn băng cầm, vĩ cầm, mandolin và guitar điện.
Sau khi phát hành, Fearless đa phần nhận được những phản ứng tích cực từ các nhà phê bình âm nhạc, trong đó họ ca ngợi giai điệu thân thiện với sóng phát thanh và sự gắn kết về mặt cảm xúc của đĩa nhạc, không chỉ hấp dẫn với thanh thiếu niên mà còn thu hút đông đảo khán giả, mặc dù một số người cho rằng quá trình sản xuất quá công thức. Album cũng gặt hái những thành công lớn về mặt thương mại, đứng đầu các bảng xếp hạng tại Canada và New Zealand, đồng thời lọt vào top 10 ở nhiều quốc gia khác, bao gồm những thị trường lớn như Úc, Ireland, Nhật Bản, Na Uy và Vương quốc Anh. Fearless trở thành album quán quân đầu tiên của Swift tại Hoa Kỳ khi ra mắt ở vị trí số một trên bảng xếp hạng Billboard 200 với 592,000 bản và dẫn đầu trong 11 tuần không liên tiếp, trở thành đĩa nhạc thống trị lâu nhất thập niên 2000 và đối với album của một nghệ sĩ nhạc đồng quê nữ trong lịch sử. Đây là album bán chạy nhất năm 2009 tại Hoa Kỳ và được chứng nhận đĩa Kim cương bởi Hiệp hội Công nghiệp Ghi âm Hoa Kỳ (RIAA). Tính đến nay, Fearless đã bán được hơn 12 triệu bản trên toàn cầu và là một trong những album của nghệ sĩ nữ bán chạy nhất.
Năm đĩa đơn đã được phát hành từ Fearless. "Love Story" được chọn làm đĩa đơn mở đường và lọt vào top 10 ở nhiều quốc gia, đánh dấu những thành công đầu tiên của Swift trên thị trường quốc tế. "You Belong with Me" cũng tiếp nối những thành tích tương tự và trở thành đĩa đơn đạt thứ hạng cao nhất của cô trên bảng xếp hạng Billboard Hot 100 lúc bấy giờ, trong khi "White Horse" giúp nữ ca sĩ chiến thắng hai giải Grammy cho Trình diễn giọng đồng quê nữ xuất sắc nhất và Bài hát đồng quê xuất sắc nhất. Để quảng bá album, Swift thực hiện chuyến lưu diễn Fearless Tour với 118 đêm diễn và đi qua bốn châu lục. Được ghi nhận là album nhạc đồng quê được trao giải nhiều nhất mọi thời đại, Fearless chiến thắng giải Album của năm tại giải thưởng Hiệp hội Nhạc đồng quê và giải thưởng Viện hàn lâm Nhạc đồng quê vào năm 2009, và giành giải Grammy cho Album của năm và Album đồng quê xuất sắc nhất tại lễ trao giải thường niên lần thứ 52. Sau tranh chấp liên quan đến quyền sở hữu tác phẩm cũ của Swift vào năm 2019, cô phát hành bản tái thu âm của album Fearless (Taylor's Version) (2021) và gặt hái nhiều thành công.

## Danh sách bài hát
Tất cả các bản nhạc đều được sản xuất bởi Taylor Swift và Nathan Chapman, ngoại trừ một số ghi chú.
| Fearless – Phiên bản tiêu chuẩn | Fearless – Phiên bản tiêu chuẩn        | Fearless – Phiên bản tiêu chuẩn       | Fearless – Phiên bản tiêu chuẩn |
| STT                             | Nhan đề                                | Sáng tác                              | Thời lượng                      |
| ------------------------------- | -------------------------------------- | ------------------------------------- | ------------------------------- |
| 1.                              | "Fearless"                             | Taylor Swift Liz Rose Hillary Lindsey | 4:01                            |
| 2.                              | "Fifteen"                              | Swift                                 | 4:54                            |
| 3.                              | "Love Story"                           | Swift                                 | 3:55                            |
| 4.                              | "Hey Stephen"                          | Swift                                 | 4:14                            |
| 5.                              | "White Horse"                          | Swift Rose                            | 3:54                            |
| 6.                              | "You Belong with Me"                   | Swift Rose                            | 3:51                            |
| 7.                              | "Breathe" (hợp tác với Colbie Caillat) | Swift Caillat                         | 4:23                            |
| 8.                              | "Tell Me Why"                          | Swift Rose                            | 3:20                            |
| 9.                              | "You're Not Sorry"                     | Swift                                 | 4:21                            |
| 10.                             | "The Way I Loved You"                  | Swift John Rich                       | 4:03                            |
| 11.                             | "Forever & Always"                     | Swift                                 | 3:45                            |
| 12.                             | "The Best Day"                         | Swift                                 | 4:05                            |
| 13.                             | "Change"                               | Swift                                 | 4:40                            |
| Tổng thời lượng:                | Tổng thời lượng:                       | Tổng thời lượng:                      | 53:26                           |

| Fearless – Phiên bản tại Bắc Mỹ và Úc (video tăng cường) | Fearless – Phiên bản tại Bắc Mỹ và Úc (video tăng cường) | Fearless – Phiên bản tại Bắc Mỹ và Úc (video tăng cường) |
| STT                                                      | Nhan đề                                                  | Thời lượng                                               |
| -------------------------------------------------------- | -------------------------------------------------------- | -------------------------------------------------------- |
| 14.                                                      | "Love Story" (video ca nhạc)                             |                                                          |
| 15.                                                      | "Change" (video ca nhạc)                                 |                                                          |

| Fearless – Phiên bản độc quyền tại Tập đoàn Target (DVD kèm theo) | Fearless – Phiên bản độc quyền tại Tập đoàn Target (DVD kèm theo) | Fearless – Phiên bản độc quyền tại Tập đoàn Target (DVD kèm theo) |
| STT                                                               | Nhan đề                                                           | Thời lượng                                                        |
| ----------------------------------------------------------------- | ----------------------------------------------------------------- | ----------------------------------------------------------------- |
| 1.                                                                | "Change" (quá trình thu âm)                                       | 16:36                                                             |
| 2.                                                                | "Breathe" (quá trình thu âm)                                      | 12:59                                                             |

| Fearless – Phiên bản quốc tế (bản nhạc bổ sung) | Fearless – Phiên bản quốc tế (bản nhạc bổ sung) | Fearless – Phiên bản quốc tế (bản nhạc bổ sung) | Fearless – Phiên bản quốc tế (bản nhạc bổ sung) | Fearless – Phiên bản quốc tế (bản nhạc bổ sung) |
| STT                                             | Nhan đề                                         | Sáng tác                                        | Sản xuất                                        | Thời lượng                                      |
| ----------------------------------------------- | ----------------------------------------------- | ----------------------------------------------- | ----------------------------------------------- | ----------------------------------------------- |
| 3.                                              | "Love Story" (bản quốc tế)                      | Swift                                           |                                                 | 3:55                                            |
| 14.                                             | "Our Song" (bản quốc tế)                        | Swift                                           | Chapman                                         | 3:21                                            |
| 15.                                             | "Teardrops on My Guitar" (bản quốc tế)          | Swift Rose                                      | Chapman                                         | 3:15                                            |
| 16.                                             | "Should've Said No" (bản quốc tế)               | Swift                                           | Chapman                                         | 4:08                                            |
| Tổng thời lượng:                                | Tổng thời lượng:                                | Tổng thời lượng:                                | Tổng thời lượng:                                | 64:25                                           |

| Fearless – Phiên bản tại Nhật Bản (bản nhạc bổ sung) | Fearless – Phiên bản tại Nhật Bản (bản nhạc bổ sung) | Fearless – Phiên bản tại Nhật Bản (bản nhạc bổ sung) | Fearless – Phiên bản tại Nhật Bản (bản nhạc bổ sung) | Fearless – Phiên bản tại Nhật Bản (bản nhạc bổ sung) |
| STT                                                  | Nhan đề                                              | Sáng tác                                             | Sản xuất                                             | Thời lượng                                           |
| ---------------------------------------------------- | ---------------------------------------------------- | ---------------------------------------------------- | ---------------------------------------------------- | ---------------------------------------------------- |
| 17.                                                  | "Beautiful Eyes"                                     |                                                      | Robert Ellis Orrall                                  | 2:59                                                 |
| 18.                                                  | "Picture to Burn" (bản radio)                        | Swift Rose                                           | Chapman                                              | 2:57                                                 |
| 19.                                                  | "I'm Only Me When I'm with You"                      | Swift Orrall Angelo Petraglia                        | Orrall Petraglia                                     | 3:33                                                 |
| 20.                                                  | "I Heart ?"                                          |                                                      | Orrall                                               | 3:17                                                 |
| Tổng thời lượng:                                     | Tổng thời lượng:                                     | Tổng thời lượng:                                     | Tổng thời lượng:                                     | 66:19                                                |

| Fearless – Phiên bản cao cấp trên iTunes Store tại Úc (bản nhạc bổ sung) | Fearless – Phiên bản cao cấp trên iTunes Store tại Úc (bản nhạc bổ sung) | Fearless – Phiên bản cao cấp trên iTunes Store tại Úc (bản nhạc bổ sung)  | Fearless – Phiên bản cao cấp trên iTunes Store tại Úc (bản nhạc bổ sung) |
| STT                                                                      | Nhan đề                                                                  | Sáng tác                                                                  | Thời lượng                                                               |
| ------------------------------------------------------------------------ | ------------------------------------------------------------------------ | ------------------------------------------------------------------------- | ------------------------------------------------------------------------ |
| 17.                                                                      | "Love Story" (bản pop Mỹ)                                                |                                                                           | 3:56                                                                     |
| 18.                                                                      | "Umbrella" (bản iTunes Live from SoHo)                                   | Shawn 'Jay Z' Carter Kuk Harrell Terius Nash Christopher 'Tricky' Stewart | 1:31                                                                     |
| 19.                                                                      | "Picture to Burn" (bản iTunes Live from SoHo)                            | Swift Rose                                                                | 3:33                                                                     |
| 20.                                                                      | "Should've Said No" (bản iTunes Live from SoHo)                          |                                                                           | 4:29                                                                     |
| 21.                                                                      | "A Place In This World" (bản iTunes Live from SoHo)                      | Swift Orrall Petraglia                                                    | 3:26                                                                     |
| 22.                                                                      | "Video phỏng vấn"                                                        |                                                                           | 3:00                                                                     |
| 23.                                                                      | "Love Story" (video ca nhạc)                                             |                                                                           | 4:01                                                                     |
| Tổng thời lượng:                                                         | Tổng thời lượng:                                                         | Tổng thời lượng:                                                          | 58:04                                                                    |

| Fearless – Phiên bản Bạch kim | Fearless – Phiên bản Bạch kim          | Fearless – Phiên bản Bạch kim                     | Fearless – Phiên bản Bạch kim |
| STT                           | Nhan đề                                | Sáng tác                                          | Thời lượng                    |
| ----------------------------- | -------------------------------------- | ------------------------------------------------- | ----------------------------- |
| 1.                            | "Jump Then Fall"                       | Swift                                             | 3:56                          |
| 2.                            | "Untouchable"                          | Cary Barlowe Nathan Barlowe Tommy Lee James Swift | 5:11                          |
| 3.                            | "Forever & Always" (Piano Version)     | Swift                                             | 4:27                          |
| 4.                            | "Come In with the Rain"                | Swift Rose                                        | 3:58                          |
| 5.                            | "Superstar"                            | Swift Rose                                        | 4:21                          |
| 6.                            | "The Other Side of the Door"           | Swift                                             | 3:57                          |
| 7.                            | "Fearless"                             | Swift Rose Lindsey                                | 4:01                          |
| 8.                            | "Fifteen"                              | Swift                                             | 4:54                          |
| 9.                            | "Love Story"                           | Swift                                             | 3:55                          |
| 10.                           | "Hey Stephen"                          | Swift                                             | 4:14                          |
| 11.                           | "White Horse"                          | Swift Rose                                        | 3:54                          |
| 12.                           | "You Belong with Me"                   | Swift Rose                                        | 3:51                          |
| 13.                           | "Breathe" (hợp tác với Colbie Caillat) | Swift Caillat                                     | 4:23                          |
| 14.                           | "Tell Me Why"                          | Swift Rose                                        | 3:20                          |
| 15.                           | "You're Not Sorry"                     | Swift                                             | 4:21                          |
| 16.                           | "The Way I Loved You"                  | Swift Rich                                        | 4:04                          |
| 17.                           | "Forever & Always"                     | Swift                                             | 3:45                          |
| 18.                           | "The Best Day"                         | Swift                                             | 4:05                          |
| 19.                           | "Change"                               | Swift                                             | 4:40                          |
| Tổng thời lượng:              | Tổng thời lượng:                       | Tổng thời lượng:                                  | 79:19                         |

| Fearless – Phiên bản Bạch kim (DVD kèm theo) | Fearless – Phiên bản Bạch kim (DVD kèm theo)              | Fearless – Phiên bản Bạch kim (DVD kèm theo) | Fearless – Phiên bản Bạch kim (DVD kèm theo) |
| STT                                          | Nhan đề                                                   | Đạo diễn                                     | Thời lượng                                   |
| -------------------------------------------- | --------------------------------------------------------- | -------------------------------------------- | -------------------------------------------- |
| 1.                                           | "Change" (video ca nhạc)                                  | Shawn Robbins                                | 3:47                                         |
| 2.                                           | "The Best Day" (video ca nhạc)                            | Swift                                        | 4:34                                         |
| 3.                                           | "Love Story" (video ca nhạc)                              | Trey Fanjoy                                  | 3:54                                         |
| 4.                                           | "White Horse" (video ca nhạc)                             | Fanjoy                                       | 4:03                                         |
| 5.                                           | "You Belong with Me" (video ca nhạc)                      | Roman White                                  | 4:37                                         |
| 6.                                           | "Love Story" (hậu trường)                                 |                                              | 22:00                                        |
| 7.                                           | "White Horse" (hậu trường)                                |                                              | 22:00                                        |
| 8.                                           | "You Belong with Me" (hậu trường)                         |                                              | 20:45                                        |
| 9.                                           | "Bộ sưu tập ảnh Fearless Tour năm 2009"                   |                                              |                                              |
| 10.                                          | "Hậu trường đêm diễn đầu tiên của Fearless Tour năm 2009" |                                              | 10:41                                        |
| 11.                                          | "CMT Awards Thug Story" (hợp tác với T-Pain)              | Peter Zavadil                                | 1:26                                         |
| Tổng thời lượng:                             | Tổng thời lượng:                                          | Tổng thời lượng:                             | 97:47                                        |

| Fearless – Phiên bản Bạch kim tại Target (video bổ sung) | Fearless – Phiên bản Bạch kim tại Target (video bổ sung) | Fearless – Phiên bản Bạch kim tại Target (video bổ sung) |
| STT                                                      | Nhan đề                                                  | Thời lượng                                               |
| -------------------------------------------------------- | -------------------------------------------------------- | -------------------------------------------------------- |
| 12.                                                      | "Untouchable" (trực tiếp từ Stripped của Clear Channel)  | 3:45                                                     |
| 13.                                                      | "Fearless" (trực tiếp từ Stripped của Clear Channel)     | 3:23                                                     |

| Fearless – Phiên bản Bạch kim tại Walmart (video bổ sung) | Fearless – Phiên bản Bạch kim tại Walmart (video bổ sung) | Fearless – Phiên bản Bạch kim tại Walmart (video bổ sung) |
| STT                                                       | Nhan đề                                                   | Thời lượng                                                |
| --------------------------------------------------------- | --------------------------------------------------------- | --------------------------------------------------------- |
| 12.                                                       | "Love Story" (trực tiếp từ V Festival)                    | 4:27                                                      |
| 13.                                                       | "You Belong with Me" (trực tiếp từ V Festival)            | 5:01                                                      |

Ghi chú
- "Untouchable" là phiên bản làm lại từ "Untouchable" (2007) của Luna Halo, sáng tác bởi Cary Barlowe, Nathan Barlowe và Tommy Lee James.[13]

## Xếp hạng
| Bảng xếp hạng (2008–2009)            | Vị trí cao nhất |
| ------------------------------------ | --------------- |
| Album Úc (ARIA)                      | 2               |
| Album Úc Đồng quê (ARIA)             | 1               |
| Album Áo (Ö3 Austria)                | 14              |
| Album Bỉ (Ultratop Vlaanderen)       | 52              |
| Album Bỉ (Ultratop Wallonie)         | 68              |
| Album Brazil (APBD)                  | 18              |
| Album Canada (Billboard)             | 1               |
| Album Đan Mạch (Hitlisten)           | 23              |
| Album Hà Lan (Album Top 100)         | 43              |
| Album Châu Âu (Billboard)            | 13              |
| Album Pháp (SNEP)                    | 26              |
| Album Đức (Offizielle Top 100)       | 12              |
| Album Ireland (IRMA)                 | 7               |
| Album Nhật Bản (Oricon)              | 8               |
| Album México (Top 100 Mexico)        | 37              |
| Album New Zealand (RMNZ)             | 1               |
| Album Na Uy (VG-lista)               | 5               |
| Album Scotland (OCC)                 | 4               |
| Album Tây Ban Nha (PROMUSICAE)       | 28              |
| Album Thụy Điển (Sverigetopplistan)  | 12              |
| Album Thụy Sĩ (Schweizer Hitparade)  | 35              |
| Album Anh Quốc (OCC)                 | 5               |
| Album Anh Quốc Country (OCC)         | 1               |
| Album Hoa Kỳ Billboard 200           | 1               |
| Album Hoa Kỳ Top Country (Billboard) | 1               |
| Bảng xếp hạng (2019–2022)            | Vị trí cao nhất |
| Album Áo (Ö3 Austria)                | 2               |
| Album Đức (Offizielle Top 100)       | 2               |
| Album Hy Lạp (IFPI)                  | 1               |
| Album Thụy Sĩ (Schweizer Hitparade)  | 3               |
| Album Hoa Kỳ Independent (Billboard) | 10              |

| Bảng xếp hạng (2008)                  | Vị trí |
| ------------------------------------- | ------ |
| Hoa Kỳ Billboard 200                  | 66     |
| Hoa Kỳ Top Country Albums (Billboard) | 13     |
| Bảng xếp hạng (2009)                  | Vị trí |
| Album Úc (ARIA)                       | 4      |
| Album Canada (Billboard)              | 2      |
| Album Châu Âu (Billboard)             | 89     |
| Album New Zealand (RMNZ)              | 2      |
| Album Anh Quốc (OCC)                  | 46     |
| Hoa Kỳ Billboard 200                  | 1      |
| Hoa Kỳ Top Country Albums (Billboard) | 1      |

| Bảng xếp hạng (2010)                      | Vị trí |
| ----------------------------------------- | ------ |
| Album Úc (ARIA)                           | 17     |
| Album Canada (Billboard)                  | 14     |
| Album Nhật Bản (Oricon)                   | 75     |
| Album New Zealand (RMNZ)                  | 31     |
| Album Anh Quốc (OCC)                      | 122    |
| Hoa Kỳ Billboard 200                      | 7      |
| Hoa Kỳ Top Country Albums (Billboard)     | 2      |
| Bảng xếp hạng (2011)                      | Vị trí |
| Hoa Kỳ Billboard 200                      | 88     |
| Hoa Kỳ Top Country Albums (Billboard)     | 42     |
| Bảng xếp hạng (2012)                      | Vị trí |
| Hoa Kỳ Billboard 200                      | 126    |
| Bảng xếp hạng (2013)                      | Vị trí |
| Hoa Kỳ Top Pop Catalog Albums (Billboard) | 39     |
| Bảng xếp hạng (2017)                      | Vị trí |
| Hoa Kỳ Top Country Albums (Billboard)     | 65     |
| Bảng xếp hạng (2018)                      | Vị trí |
| Hoa Kỳ Top Country Albums (Billboard)     | 42     |
| Bảng xếp hạng (2019)                      | Vị trí |
| Hoa Kỳ Top Country Albums (Billboard)     | 46     |
| Bảng xếp hạng (2020)                      | Vị trí |
| Hoa Kỳ Top Country Albums (Billboard)     | 47     |
| Bảng xếp hạng (2021)                      | Vị trí |
| Hoa Kỳ Top Country Albums (Billboard)     | 44     |
| Bảng xếp hạng (2022)                      | Vị trí |
| Hoa Kỳ Top Country Albums (Billboard)     | 67     |
| Bảng xếp hạng (2023)                      | Vị trí |
| Hoa Kỳ Top Country Albums (Billboard)     | 43     |

| Bảng xếp hạng (2000–2009)             | Vị trí |
| ------------------------------------- | ------ |
| Album Úc (ARIA)                       | 87     |
| Hoa Kỳ Billboard 200                  | 56     |
| Hoa Kỳ Top Country Albums (Billboard) | 10     |
| Bảng xếp hạng (2010–2019)             | Vị trí |
| Album Úc (ARIA)                       | 55     |
| Hoa Kỳ Billboard 200                  | 98     |
| Hoa Kỳ Top Country Albums (Billboard) | 31     |

| Bảng xếp hạng                         | Vị trí |
| ------------------------------------- | ------ |
| Hoa Kỳ Billboard 200                  | 4      |
| Hoa Kỳ Billboard 200 (Nữ)             | 2      |
| Hoa Kỳ Top Country Albums (Billboard) | 11     |

## Chứng nhận
| Quốc gia | Chứng nhận  | Số đơn vị/doanh số chứng nhận |
| --- | ----------- | ----------------------------- |
| Úc (ARIA) | 8× Bạch kim | 560.000‡                      |
| Áo (IFPI Áo) | Vàng        | 10.000*                       |
| Canada (Music Canada) | 4× Bạch kim | 320.000^                      |
| Đan Mạch (IFPI Đan Mạch) | Bạch kim    | 20.000‡                       |
| GCC (IFPI Trung Đông) | Vàng        | 3.000*                        |
| Đức (BVMI) | Vàng        | 150.000‡                      |
| Ireland (IRMA) | 2× Bạch kim | 30.000^                       |
| Nhật Bản (RIAJ) | Vàng        | 115,000                       |
| Philippines (PARI) | 9× Bạch kim | 135.000*                      |
| New Zealand (RMNZ) | 6× Bạch kim | 90.000‡                       |
| Na Uy (IFPI) | Vàng        | 15.000*                       |
| Ba Lan (ZPAV) | Vàng        | 10.000‡                       |
| Singapore (RIAS) | 2× Bạch kim | 20.000*                       |
| Thụy Sĩ (IFPI) | Vàng        | 15.000‡                       |
| Anh Quốc (BPI) | 2× Bạch kim | 600.000‡                      |
| Hoa Kỳ (RIAA) | Kim cương   | 10.000.000‡                   |
| Tổng hợp |             |                               |
| Toàn cầu | —           | 12,000,000                    |
| * Chứng nhận dựa theo doanh số tiêu thụ. ^ Chứng nhận dựa theo doanh số nhập hàng. ‡ Chứng nhận dựa theo doanh số tiêu thụ và phát trực tuyến. |             |                               |

## Lịch sử phát hành
| Ngày phát hành đầu tiên | Phiên bản             | Định dạng              | Ct.    |
| ----------------------- | --------------------- | ---------------------- | ------ |
| 11 tháng 11 năm 2008    | Tiêu chuẩn (Bắc Mỹ)   | CD tải nhạc số         | [ 97 ] |
| 9 tháng 3 năm 2009      | Tiêu chuẩn (Toàn cầu) | CD tải nhạc số         | [ 98 ] |
| 26 tháng 10 năm 2009    | Bạch kim              | CD+ DVD tải nhạc số LP | [ 99 ] |